# Perkin Warbeck
Perkin Warbeck (Tournai, 1474 – Tyburn, 23 novembre 1499) era un pretendente al trono inglese durante il regno di re Enrico VII, egli affermò di essere Riccardo, uno dei Principi nella Torre, sfuggito alla prigionia. Tali affermazioni costituivano una reale minaccia per la Dinastia Tudor, che si era appena insediata, soprattutto per il supporto che riuscì ad ottenere fuori dall'Inghilterra. Enrico lo catturò definendolo un impostore ed egli stesso confessò poi di essere un fiammingo nato a Tournai nel 1474. Il seguito che ottenne derivò dal fatto che c'era molta incertezza circa il reale destino di Riccardo, che era sparito nella Torre di Londra senza mai più essere rivisto né vivo né morto; il fatto che poi chi lo seguì fosse convinto della sua identità o desiderasse solo detronizzare Enrico VII non è ovviamente dato sapere.

## Il figlio dell'ufficiale che volle farsi re
La vita personale di Perkin Warbeck fu riempita di informazioni inverificabili o inattendibili, a partire da quella in cui si arrogava l'identità del principe Riccardo, il più giovane dei figli di Edoardo IV d'Inghilterra. Dopo la sua cattura, nel 1497, fu resa pubblica un'altra versione della sua vita basata sulla sua confessione, confessione che è considerata solo in parte veritiera, dal momento che venne estorta sotto coercizione. In base ad essa, egli affermò di essere fiammingo, essendo nato presso Tournai nel 1474 e di essere figlio di un ufficiale francese, tale John de Werbecque e di Katherine de Faro; il padre aveva la carica di sovrintendente della città di Tournai. Queste affermazioni sono confermate dagli archivi municipali della città, che menzionano gran parte delle persone cui Perkin affermò di essere legato. Egli affermò anche di essere stato portato ad Anversa dalla madre quando aveva più o meno dieci anni, perché imparasse la Lingua tedesca; dopo quel periodo, passò del tempo sotto diversi tutori, tra Anversa e Middelburg, finché andò a lavorare presso un mercante inglese di nome John Strewe, dove rimase qualche mese. Dopo questo periodo nei Paesi Bassi, Perkin decise di visitare altri paesi e venne preso a servizio da un mercante bretone. Con quest'uomo, Perkin giunse fino in Irlanda verso il 1491, e lì riuscì ad apprendere l'inglese; egli asserì quindi che alcuni abitanti di Cork, ancora fedeli al Casato di York, gli chiesero, vedendo quanto fosse ben vestito, se per caso appartenesse a quel Casato . Perkin aggiunse anche che costoro agirono in quel modo perché volevano detronizzare il re Tudor Enrico VII d'Inghilterra, e decisero che egli sarebbe stato in grado di reclamare il trono inglese, asserendo di essere il principe Riccardo. Su quest'affermazione, tuttavia, gli storici sono scettici e sono più propensi a credere che egli abbia mentito, scaricando parte della responsabilità su altri, per evitare la pena di morte. Del resto, è estremamente probabile, se non sicuro, che il vero Riccardo all'epoca fosse già morto, con ogni probabilità assassinato nella Torre di Londra.

## Riccardo IV d'Inghilterra
La prima volta che Perkin reclamò il suo diritto al trono inglese lo fece dalla Borgogna, nel 1491. Quello stesso anno, si recò in Irlanda, sperando di trovare sull'isola lo stesso supporto che aveva trovato Lambert Simnel quattro anni prima, e in questo ebbe fortuna, fortuna che era destinata a migliorare. Nello stesso anno, Perkin venne ricevuto dal re Carlo VIII di Francia, il quale però, l'anno seguente, fu costretto a espellerlo in virtù del Trattato di Etaples, con il quale il sovrano francese si era impegnato a non offrire rifugio ai ribelli che si opponevano ai Tudor. Un importante riconoscimento gli venne però allora dalla sorella di Edoardo IV, Margherita di York, vedova del duca di Borgogna Carlo il Temerario, non si sa se perché davvero convinta di aver ritrovato il nipote, o se per diverse considerazioni di carattere politico. In ogni caso, ella lo prese sotto la sua ala protettrice e lo ammise alla sua corte, fatto che determinò le proteste di Enrico VII di fronte al nuovo duca di Borgogna Filippo il Bello, e, quando queste rimasero lettera morta, l'embargo inglese contro il ducato. Quando poi, nell'agosto 1493, morì l'imperatore Federico III d'Asburgo, il suo successore Massimiliano I d'Asburgo, padre di Filippo il Bello, invitò Perkin ai funerali e lo riconobbe ufficialmente quale Riccardo, legittimo erede degli York e legittimo re d'Inghilterra col nome di Riccardo IV d'Inghilterra.

## La fallita invasione
Il 3 maggio 1495, sovvenzionato da Margherita di York, Perkin sbarcò a Deal, nel Kent, sperando di ricevere supporto popolare; tuttavia, il suo piccolo esercito fu presto messo in rotta, tanto che egli dovette fuggire, andando a riparare in Irlanda. Qui egli trovò il supporto di Maurice FitzGerald, IX conte di Desmond (morto nel 1520), ed insieme misero sotto assedio Waterford. Tale impresa non ebbe successo e Perkin fu costretto ancora alla fuga, riparando in Scozia. Giacomo IV di Scozia lo accolse con calore, intuendo che poteva offrirgli una qualche influenza a livello internazionale. In quel periodo, Enrico VII stava trattando il matrimonio del proprio primogenito Arturo Tudor con Caterina d'Aragona, figlia dei potenti re di Spagna Ferdinando II d'Aragona ed Isabella di Castiglia. Giacomo IV sapeva che i sovrani spagnoli lo avrebbero aiutato in caso di scontro con l'Inghilterra, nell'intento di placare la situazione prima che degenerasse in una guerra che coinvolgesse la Francia, storica alleata della Scozia e tradizionale nemica di Inghilterra e Spagna. L'ambasciatore spagnolo Pedro de Ayala arrivò in Scozia per verificare l'andamento delle cose. Nel 1496, Perkin sposò Catherine Gordon (1474 circa - ottobre 1537), figlia di George Gordon, II conte di Huntly (prima del 1455 - 8 giugno 1501), un cugino di Giacomo. Le nozze furono festeggiate con una giostra e Giacomo fornì a Perkin gli abiti per il matrimonio, insieme a un'armatura coperta di seta viola e, secondo alcuni storici, questo dimostra che Perkin giostrò insieme al re stesso e ad altri cavalieri.
Nel settembre 1496, Giacomo si preparò a invadere l'Inghilterra, con Perkin che venne rivestito dei colori della casa di York. Il 21 del mese, l'esercito passò il Tweed presso Coldstream. Dopo qualche giorno di scontri con gli inglesi, i due furono tuttavia costretti a ritirarsi, soprattutto perché dal Northumberland non arrivò lo sperato supporto a Perkin, e, quando da Newcastle giunsero gli uomini di Ralph Neville, III conte di Westmorland (1456 circa - 6 febbraio 1499), Perkin e Giacomo si ritirarono definitivamente.
Quando la notizia dell'invasione giunse alle orecchie di Ludovico Sforza, il 21 ottobre egli scrisse all'ambasciatore spagnolo, pregandolo di intercedere perché Scozia e Inghilterra stipulassero un accordo di pace, pace che fu trattata da Ayala.
Una volta tornato in Scozia, re Giacomo IV, nel tentativo di liberarsi di Perkin, assunse un equipaggio bretone che lo riportò in disgrazia a Waterford, per poi firmare il trattato di Ayton con Enrico VII per sancire la pace fra i loro due paesi.

## Dalla Cornovaglia alla Torre
Il 7 settembre 1497 Perkin attraccò presso Plymouth, nella Cornovaglia, sperando di attrarre le simpatie dei cornici, sull'onda del risentimento che ancora provavano per gli inglesi, per via della fallita Insurrezione della Cornovaglia del 1497, di soli tre mesi addietro. Egli promise di fermare il rialzo delle tasse se essi si fossero arruolati per una guerra d'invasione contro l'Inghilterra e fu caldamente ben accolto, fu proclamato Riccardo IV presso la Brughiera di Bodmin e i suoi 6.000 uomini presto raggiunsero Exeter, per poi arrivare a Taunton. Enrico VII mandò un esercito per ricacciarli indietro, e quando Perkin seppe che gli uomini del re erano a Glastonbury disertò, abbandonando i propri uomini. Egli venne catturato all'Abbazia di Beaulieu; Enrico intanto si recò a Taunton, arrivandovi il 4 ottobre, dove ricevette quel che rimaneva dell'esercito di Perkin ed accogliendo la loro resa. I capi della rivolta furono giustiziati, mentre gli altri vennero solo multati.
Perkin venne portato alla Torre di Londra, dove a quel tempo si trovava anche Edoardo, conte di Warwick. Nel 1499 i due provarono a scappare dalla Torre, ma vennero entrambi ricatturati e condannati a morte: Perkin venne giustiziato il 23 novembre 1499, mentre Edoardo il 28 novembre dello stesso anno.

## Nella cultura di massa
- John Ford drammatizza la storia di Warbeck nel dramma storico Perkin Warbeck, portato al debutto a Londra tra il 1629 e il 1644.
- Mary Shelley, nel suo romanzo storico The Fortunes of Perkin Warbeck del 1830, offre un'interpretazione simpatetica della vicenda.
- Nel libro They Have Their Dreams di Philip Lindsay Perkin Warbeck ne è protagonista
- Appare come uno dei protagonisti nello sceneggiato televisivo britannico Princes in the Tower del 2005
- Appare come uno dei protagonisti nello sceneggiato della BBC The Shadow of the Tower del 1972
- Nel libro The Crimson Crown di Edith Layton del 1990, il protagonista Lucas Lovat, una spia alla corte di Enrico VII, non sa decidersi se Perkin sia davvero o no chi dice di essere
- Nel libro The King's Grace di Anne Easter Smith del 2009 la protagonista, Grace Plantageneto, figlia illegittima di Edoardo IV, cerca di dipanare il mistero attorno alla figura di Perkin
- Nel libro The White Princess di Philippa Gregory si assume che Perkin sia davvero Riccardo spedito dalla madre Elisabetta Woodville a Tournai, egli da adulto tornerà per reclamare il trono.